# Adelungsche s-Schreibung
Die adelungsche s-Schreibung (nach Johann Christoph Adelung, 1732–1806) ist eine Regel in der deutschen Rechtschreibung für die Schreibung der s-Laute. Häufig wird sie auf die Entscheidung reduziert, ob der stimmlose s-Laut [⁠s⁠] als „ss“ oder als „ß“ (Eszett) zu schreiben ist, sofern er nicht als einfaches „s“ geschrieben wird. Die adelungsche s-Schreibung wurde mit der Reform der deutschen Rechtschreibung von 1996 durch die Heysesche s-Schreibung ersetzt.

## Regeln für die Unterscheidung zwischen ß und ss
Gemäß Adelung wird ß geschrieben
- „nach einem gedehnten Vocal oder Diphthongen“ und
- „am Ende einer Sylbe oder vor einem Consonanten“ (also auch am Wortende und vor der Wortfuge).

Die heysesche s-Schreibung unterscheidet sich dadurch von der adelungschen, dass die zweite Bedingung nicht gilt.
Alternative Darstellungen der Regel
Es ist möglich, die adelungsche s-Schreibung so zu formulieren, dass sie angibt, wann ss geschrieben wird, nicht jedoch ß:
- Nach einem kurzen Vokal schreibt man ss, unter der zusätzlichen Bedingung, dass im selben Wort unmittelbar ein Vokal folgt.

Eine gleichwertige Formulierung kann über eine Verwendung des Fachworts Silbengelenk erreicht werden, das einen vorangehenden kurzen Vokal und einen folgenden Vokal impliziert:
- Im Silbengelenk schreibt man ss.[2]

Das ist genau dann der Fall, wenn der s-Laut sowohl zum Ende der vorangehenden Silbe als auch zum Anfang der nachfolgenden Silbe gehört.

Beispiele: Wasser, wässerig, müssen, Klasse.
Wenn aber kein Silbengelenk vorliegt, dann steht dagegen statt ss ein ß.

Beispiele: wäßrig, muß, du mußt, Erstkläßler.

## Geschichte
Die adelungsche s-Schreibung geht auf den Orthographen Johann Christoph Adelung (1732–1806) zurück. In verschiedenen Ländern wurde sie schon in der zweiten Hälfte des 19. Jahrhunderts verbindlich. Seit der Zweiten Orthographischen Konferenz von 1901 wurde sie im gesamten deutschen Sprachraum angewendet. Seit den 1930er Jahren wurde die adelungsche s-Schreibung in der Schweiz nach und nach aufgegeben und „ß“ stets durch „ss“ ersetzt. In der Rechtschreibreform von 1996 ist die adelungsche s-Schreibung durch die heysesche ersetzt worden.

## Vollständige Regel im originalen Wortlaut
In seinem 1774–1786 veröffentlichten Buch Grammatisch-kritisches Wörterbuch der Hochdeutschen Mundart, mit beständiger Vergleichung der übrigen Mundarten, besonders aber der Oberdeutschen beschreibt Adelung die Regelung folgendermaßen:

„Was die Schreibart dieſes Buchſtabens betrifft, ſo herrſcht darin eine nicht geringere Verſchiedenheit, indem die vier Figuren ſ, s, ß und ſſ faſt von einem jeden anders gebraucht werden, welche indeſſen doch alle darin einig ſind, daß das ſ und s zur Bezeichnung des einfachen, das ſſ aber zur Bezeichnung des doppelten s gebraucht werden müſſe. Das ß (Eßzet) iſt der Figur nach freylich auch nichts anders, als ein doppeltes ſſ, weil das z, welches deſſen letzte Hälfte ausmacht, ehedem ſehr häufig die Stelle des s vertreten mußte. Es wurde vor dieſem auch beſtändig mit dem ſſ faſt ohne allen Unterſchied als gleichgültig gebraucht, und erſt in dieſem Jahrhunderte hat man angefangen, es noch von demſelben zu unterſcheiden, und ihm ſeine eigenen Verrichtungen anzuweiſen, weil die Figur einmahl da war, und man es, wie billig, für unnöthig hielt, zwey völlig gleichgültige Zeichen für einen und eben denſelben Laut zu haben.
Man kann wirklich einen dreyfachen, ſehr merklich verſchiedenen Laut in dem ſ unterſcheiden, einen ſehr gelinden, wie in Roſe, blaſen; ſauſen, Muſe, Maſer, einen ſtärkern, wie in ich las, weislich, Haus, gottlos, Buße, Muße, das Roß, (im Bienenſtocke,) das Maß, menſura, und den ſtärkſten oder das doppelte ſſ, wie in Roß, laſſen, Schloß, müſſen, die Maſſe.
- 1) Das gelinde oder ſanfte ſ ſtehet allemahl zu Anfange eines Wortes und ſehr oft auch in der Mitte zu Anfange einer Sylbe, und wird ohne Ausnahme durch ein langes ſ ausgedruckt; Salz, ſäumen, ſelig, ſeltſam, raſen, Blaſe, ſummſen.
- 2) Das ſcharfe ſ findet ſich in mehrern Fällen und wird nun einmahl bald durch ſ, bald durch s, bald aber auch durch ß ausgedruckt.
  - (a) Durch s. (aa) Am Ende eines Wortes oder einer Sylbe, wenn es in deſſen Verlängerung wieder in das vorige gelinde ſ übergehet, oder aus demſelben entſtanden iſt; Haus; Häuſer, böslich von böſe, weislich von weiſe, Röschen von Roſe, ich las, lies von leſen, Ries, Rieſe, Graus, grauſen. Daß man aus, das, was und andere einſylbige Wörter auch nur mit einem s ſchreibt, ob man gleich außen, deſſen und weſſen ſchreibt und ſpricht, iſt als eine Ausnahme anzuſehen. (bb) Am Ende einer Sylbe oder eines Wortes, theils wenn noch ein anderer Mitlauter, theils aber auch, wenn ein ausgedehnter Selbſtlaut vorher gehet; Dachs, Fuchs, Wachstafel, Gans, Wamms, Hals, es, des Mannes.
  - (b) Durch ein ſ zu Anfange einer Sylbe nach b, p, ph, ch, g, k, d, t und th; wachſen, des Wachſes, die Füchſe, die Büchſe. Die Endſylbe ſam aber lautet allemahl gelinde, wachſam. Nach andern Mitlautern bleibt es gleichfalls gelinde; Gänſe, Hälſe, wammſen.
  - (c) Durch ein ß, und zwar allemahl nach einem gedehnten Selbſtlaute: der Fuß, die Füße, auf etwas fußen, füße, füßlich, groß, größer, Buße, boßeln, ſpaßen, Kloß, Klöße, Muße, müßig, fließen, Meißen, Preußen, Gruß, grüßen, ich ſaß, ich aß u.ſ.f. Die Fälle, wo dieſes ſcharfe ß Statt findet, muß bloß die richtige Ausſprache geben. Freylich gibt es Mundarten, z. B. die Schleſiſche, welche dieſen gedehnten Selbſtlaut beſtändig geſchärft ſprechen, und die müſſen denn freylich auch, wenn ſie ihrer Ausſprache gemäß ſchreiben wollen, Füſſe, grüſſen, Buſſe u.ſ.f. ſchreiben, weil ſie ſo ſprechen.

- 3) Das gedoppelte ſ; dieſes wird entweder durch ein ß oder durch ein ſſ ausgedruckt.
  - (a) Durch ein ß. (aa) Am Ende eines Wortes oder einer Sylbe, wo es eine vorher gehende geſchärfte Sylbe voraus ſetzet, und in der Verlängerung in ſſ übergehet; Schloß, Faß, Haß, häßlich, Flußwaſſer. (bb) In der Mitte einer Sylbe, wenn nach dem ſſ ein e weggeworfen worden, oder wenn es doch aus dem ſſ entſtanden iſt; er ißt von iſſet, heißt, beißt, haßt, gleißt, gewußt, ich wußte.
  - (b) Durch ein ſſ, zwiſchen zwey Vocalen, wenn die Ausſprache ein doppeltes s erfordert; laſſen, haſſen, faſſen, Gaſſe, und ſo ferner.

Dieſes dreyfache, dem Laute nach verſchiedene s iſt in der Ausſprache hinlänglich gegründet. Roſe lautet doch anders, als das Roß (die Wachstafeln im Bienenſtocke) und Roß, Muſe, anders als Muße, und müſſen, Maſer anders als Maß und Maſſe, weiſe anders als weiß, Schöße anders als Geſchoſſe u.ſ.f. Indeſſen gibt es doch Sprachlehrer, welche mit der Vertheilung der Schriftzeichen ſ, s, ß und ſſ unter dieſe drey Laute nicht zufrieden ſind, und beſonders wider den jetzt gedachten Gebrauch des ß ſehr vieles einzuwenden haben. Wahr iſt es freylich, daß dieſe Art, die vier Figuren des Lautes ſ zu ſchreiben, ihre Schwierigkeiten und Unbequemlichkeiten hat, beſonders da das ß am Ende eines Wortes ſo wohl das ſcharfe, als auch das doppelte s ausdrucken muß; allein man hat doch nichts beſſeres an ihre Statt in Vorſchlag gebracht.“